# Aeroporto Internacional Henri Coandă
O Aeroporto Internacional Henri Coandă (em romeno: Aeroportul Internaţional Henri Coandă) é o aeroporto mais movimentado da Roménia, e um dos dois aeroportos que servem a cidade de Bucareste (o outro é o Aeroporto Internacional Aurel Vlaicu, que atualmente não oferece mais voos comerciais de passageiros).
Está instalado a norte de Bucareste, na localidade de Otopeni, Ilfov. É ainda conhecido como Aeroporto Otopeni, apesar de ter sido renomeado em Maio de 2004 em honra de Henri Coandă, o pioneiro da aviação romeno construtor do Coandă-1910, o primeiro avião movido por um motor a jacto. O Aeroporto Internacional Henri Coandă serve como sede da TAROM, a maior empresa aérea da Romênia. Também serve como base de operações para algumas empresas europeias "low cost", como Blue Air, RyanAir e WhizzAir. O aeroporto é gerenciado pela The National Company Bucharest Airports S.A. (Compania Națională Aeroporturi București S.A.). A área militar do aeroporto é utilizada pela 90ª Airlift Flotilla, da Força Aérea da Romênia.

## História

### Primeiros Anos

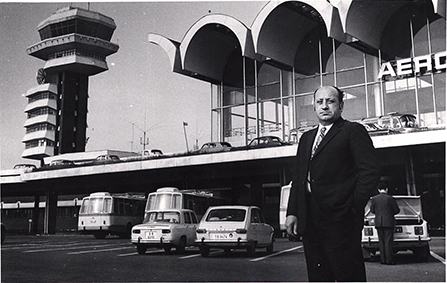
Arquiteto Cezar Lăzărescu

Durante a Segunda Guerra Mundial, o aeroporto de Otopeni foi utilizado como base aérea pela Força Aérea da Alemanha (Luftwaffe). Até 1965, ele foi o principal aeroporto para a Força Aérea da Romênia, com o aeroporto de Băneasa servindo como principal aeroporto comercial da Romênia. Em 1965, com o crescimento do tráfico aéreo, a base aérea de Otopeni foi convertida em um aeroporto comercial. A pista foi modernizada e estendida para 3.500 metros (11.000 pés), ante aos seus antigos 1.200 metros (3.900 pés), tornando-a uma das maiores pistas de pouso e decolagem da Europa até então.
Em agosto de 1969, quando o então presidente dos Estados Unidos da América Richard Nixon visitou a Romênia, uma área VIP foi inaugurada. Um novo terminal de passageiros (projetado por Cezar Lăzărescu), com capacidade de 1.200.000 passageiros por ano foi aberto em 13 de abril de 1970 com capacidade para 1.200.000 passageiros por ano, foi aberto em 13 de abril de 1970, para voos domésticos e internacionais. Um programa de melhoria acrescentou uma segunda pista em 1986, aumentando a capacidade de operação do aeroporto para 35 aeronaves por hora.
Em 1992, o aeroporto de Otopeni se tornou um membro regular do Airports Council International (ACI).

### Expansão a partir de 1990
A primeira fase do plano de expansão (Fase I), que aconteceu entre 1994 e 1996, envolveu a construção de um novo terminal de embarque e uma nova aérea de operações externa, com cinco "fingers" (ponte de acesso do portão às aeronaves) e nove portões de embarque ("gates"), bem como a extensão das rampas do aeroporto e suas respectivas pistas de taxi.
A segunda fase (descrita como Fase II/IIe) do plano, levou à construção de um terminal dedicado aos voos domésticos e de um estacionamento com diversos andares (2003), a completa reformulação da torre de controle (entre 2005-2007), bem como a transformação do antigo terminal em um salão totalmente dedicado aos desembarques (em 2000). Durante a mesma fase, duas pistas de taxiamento de alta-velocidade (Victor e Whisky) foram construídas. A Fase II foi concluída em 2007.
O terceiro estágio do plano (Fase III), que começou em 2009, envolveu a extensão da área operacional externa, com 15 novos portões (nove dos quais incluindo fingers), bem como a expansão do Salão de Embarque (com 8 novos portões). A expansão área operacional externa, projetada pelo Studio Capelli Architettura & Associati, e medindo 17.000 metros quadrados, foi inaugurada em 29 de março de 2011. Foi seguida, em novembro de 2012, pela expansão do salão de embraque para uma área total de 36.000 metros quadrados.
Em março de 2012, todo o tráfego aéreo, exceto o tráfego de táxi-aéreo foi transferido do Aeroporto Internacional Aurel Vlaicu  (à época o hub de baixo custo de Bucareste) para o Aeroporto Internacional Henri Coandă.

## Acessos
Fica localizado a 18 km do centro de Bucareste. Um serviço regular de autocarro liga o aeroporto ao centro, existindo também um serviço de táxis.